# Entresseio
Entresseio é o espaço ou intervalo compreendido entre os seios ou mamas de uma pessoa, especialmente percebido quando deixado à mostra por um traje com decote.

## Nomenclatura técnica
O termo sulco intermamário é termo empregado para designar o entresseio de forma técnica no português como equivalente de um dos termos técnicos definidos em inglês pela Federação Internacional das Associações de Anatomistas.

## Entresseio no código de vestuário em ambiente de trabalho
No código de vestuário de atividade laboral não se pode deixar aparecer o entresseio

## Literatura
O entresseio é citado na obra de título Urupês do escritor José Bento Monteiro Lobato